# Перед дождём (картина Васильева)
«Перед дождём» — картина русского художника Фёдора Васильева (1850—1873), написанная в 1870—1871 годах. Она является частью собрания Государственной Третьяковской галереи (инв. 901). Размер картины — 39,7 × 57,5 см (по другим данным — 40,4 × 58,2 см).

## История
Картина «Перед дождём» была написана в самом начале 1870-х годов: согласно каталогу ГТГ, в 1870—1871 годах, а согласно книге Николая Новоуспенского — в 1870 году, перед поездкой Фёдора Васильева на Волгу.
Картина экспонировалась на посмертной выставке картин Фёдора Васильева, состоявшейся в Санкт-Петербурге в январе 1874 года. Она была приобретена Павлом Третьяковым в 1884 году на аукционе картин из коллекции И. А. Варгунина.

## Описание
Картина представляет собой сельский пейзаж, на котором изображена сцена из крестьянского быта: две крестьянки ведут гусей по мостику, перекинутому через ручей. Вдали видны деревенские дома. На полотне чувствуется напряжение перед дождём — небо покрыто тёмными тучами, а деревья сгибаются от ветра.
В Государственном Русском музее находится сепия Васильева «Мостик через ручей», которая была использована при подготовке к написанию этой картины.

## Критика
Искусствовед Фаина Мальцева писала, что в картине «Перед дождём» «всё как бы приблизилось к жизни и приобрело ту необходимую долю естественности, благодаря которой взятый сюжет воспринимается как эмоционально пережитое художником реальное явление».
Искусствовед Николай Новоуспенский так писал про эту картину в своей книге о творчестве Васильева:
… им была создана небольшая картина «Под дождём» (1870, ГТГ), завершающая серию романтических сельских пейзажей конца шестидесятых годов. <…> Картина буквально излучает свет. Такое ощущение рождается благодаря тонко и точно найденному соотношению приглушённого света и теней, просветлённых холодными рефлексами. Этот колористический эффект и создаёт особую взволнованность образного строя картины, являющейся, несомненно, одной из жемчужин в раннем творчестве Васильева.